# Scharnow-Turn

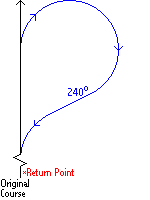
Schematische Darstellung des Scharnow-Turn

Der Scharnow-Turn ist ein Mann-über-Bord-Manöver in der Seefahrt. Das Manöver, englisch Delayed turn, wird im Deutschen auch „Scharnow-Turn“ genannt nach dem Nautiker Ulrich Scharnow (* 4. Oktober 1926, † 20. Mai 1999).
Das Manöver bringt ein Schiff schnell auf entgegengesetzten Kurs. Der Scharnow-Turn ist nur dann geeignet, wenn das Schiff bereits mehr als einen Drehkreisdurchmesser vom Unfallort entfernt ist. In solchen Situationen führt er am schnellsten zum Unfallort zurück.
1. Ruder hart über
2. nach 240° Kursänderung: Ruder hart über auf Gegenseite
3. 20° vor Gegenkurs: Ruder mittschiffs.

Diese Werte sind natürlich nur als Anhaltspunkt zu verstehen. In der Praxis variieren die Werte, je nach Schiff, Windrichtung und -stärke und Seebeschaffenheit. Die für den betreffenden Fahrzeugtyp richtigen Verhaltensweisen erhält man am besten durch eine fundierte Ausbildung sowie Erfahrung mit dem entsprechenden Fahrzeugtyp.
In der Berufsschifffahrt sind der Drehkreis und der Williamson-Turn als Mann-über-Bord-Manöver üblich.